# Aleksej Kozlov
Aleksei Anatolyevich Kozlov (in russo Алексей Анатольевич Козлов?; Petrozavodsk, 25 dicembre 1986) è un ex calciatore russo, di ruolo difensore.

## Caratteristiche tecniche
Ricopre il ruolo di terzino destro, ma data la sua versatilità può essere schierato anche sul versante opposto ed in posizione più avanzata.

## Palmarès

### Club

#### Competizioni nazionali
- Pervyj divizion: 2

Kuban': 2010
Dinamo Mosca: 2016-2017